# فيصل الرميحي
فيصل الرميحي (1965-) ممثل سعودي يعمل لدى الإعلام المحافظ قدم العديد من المسلسلات أبرزها مسلسل مطبات و مسلسل غبار الهجير.

## أعماله

### المسلسلات
- مطبات 4

- مطبات 3

- ظل الجزيرة 2
- نجمة إلا ربع
- أحلم بيوم
- ظل الجزيرة 1
- غبار الهجير 2
- مطبات 2
- مطبات 1

### الأفلام
- لواهيب
- ظل الظلام
- تحت المراقبة
- المصير